# یواس‌اس جمینای (ای‌پی-۷۵)
یواس‌اس جمینای (ای‌پی-۷۵) (به انگلیسی: USS Gemini (AP-75)) یک کشتی بود که طول آن ۲۶۱ فوت (۸۰ متر) بود. این کشتی در سال ۱۹۱۸ ساخته شد.